# Platycerium andinum
Platycerium andinum — вид папоротников семейства Многоножковые (Polypodiaceae).
Крупный высокодекоративный вид. Культивируется в тёплых оранжереях и комнатах.

## История открытия
Найден британским натуралистом Р. Спрусом, жившим в Тарапото (Tarapoto) с 1850 по 1852 год.
После открытия и описания Platycerium andinum не встречался ботаникам до 1962 года, пока небольшая группа растений не была найдена господином Lee Moore вблизи Пукальпе (Pucallpa) в Перу. Позже еще одна популяция была найдена вблизи Тарапото. В настоящее время леса возле Тарапото уничтожены.

## Биологическое описание
Общий размер настения может достигать 2 метров. Морфологически близок более мелкому мадагаскарскому виду Platycerium quadridichotomum.
Имеет два типа листьев.
Спороносные листья свисающие, рассечённые.
Стерильные листья охватывая ствол или ветвь дерева и разрастаясь вверх образуют воронку. С возрастом становятся коричневыми и сухими. В природе начинают образовываться в конце декабря.

## Ареал, экологические особенности
Боливия, Перу.
Эпифит на стволах и ветвях деревьев в относительно сухих лесах. Часто встречается на Manilkara bidentata.

## В культуре
Посадка на блок или на прорезанный сбоку пластиковый цветочный горшок, который со временем окутывается стерильными листьями.
Освещение: яркий рассеянный свет.
Platycerium andinum распространён в относительно сухих лесах, поэтому в культуре может страдать от чрезмерного полива. Во избежание риска появления бактериальных и грибковых инфекций рекомендуется просушка субстрата между поливами.
Размножается вегетативно и спорами.